# نظام ويتيكر لتصنيف الكائنات الحية
نظام ويتيكر لتصنيف الكائنات الحية هو تصنيف وضعه العالم الأمريكي روبرت ويتيكر (Robert Whittaker) عام 1969م يضع الكائنات الحية ضمن خمس ممالك:
1. الوحدانات
2. الطلائعيات
3. الفطريات
4. النباتات
5. الحيوانات

كان نظام روبرت ويتيكر سمة قياسية في كتب علم الأحياء خلال العقدين الأخيرين من القرن العشرين. حتى في الوقت الذي بدأت فيه شعبيته تتلاشى في نهاية القرن بقي تأثيره موجودا في معظم الكتب المدرسية للتنوع البيولوجي. كان تفكير وايتكر المبكر حول الممالك قد شكله بقوة خلال أبحاثه البيئية ولكن الإصدارات المتأخرة تأثرت بشكل كبير أيضًا بالمفاهيم في بيولوجيا الخلية. 
| لينيوس 1735   | هيكل 1866 | شاتون 1925    | كوبلاند 1938 | ويتيكر 1969 | ووز وآخرون 1990 | كافلييه-سميث 1998     | كافلييه-سميث 2015     |
| ------------- | --------- | ------------- | ------------ | ----------- | --------------- | --------------------- | --------------------- |
| مملكتان       | 3 ممالك   | إمبراطوريتان  | 4 ممالك      | 5 ممالك     | 3 نطاقات        | إمبراطوريتان، 6 ممالك | إمبراطوريتان، 7 ممالك |
| (لم يتطرق له) | طلائعيات  | بدائيات النوى | وحدانات      | وحدانات     | بكتيريا         | بكتيريا               | بكتيريا               |
| (لم يتطرق له) | طلائعيات  | بدائيات النوى | وحدانات      | وحدانات     | عتائق           | بكتيريا               | عتائق                 |
| (لم يتطرق له) | طلائعيات  | حقيقيات النوى | طلائعيات     | طلائعيات    | حقيقيات النوى   | أوليات                | أوليات                |
| (لم يتطرق له) | طلائعيات  | حقيقيات النوى | طلائعيات     | طلائعيات    | حقيقيات النوى   | أسناخ صبغية           | أسناخ صبغية           |
| نباتات        | نباتات    | حقيقيات النوى | نباتات       | نباتات      | حقيقيات النوى   | نباتات                | نباتات                |
| نباتات        | نباتات    | حقيقيات النوى | نباتات       | فطريات      | حقيقيات النوى   | فطريات                | فطريات                |
| حيوانات       | حيوانات   | حقيقيات النوى | حيوانات      | حيوانات     | حقيقيات النوى   | حيوانات               | حيوانات               |